# 光之旅團
《光之旅團》是由美国工作室Funktronic Labs开发并发行于2023年的电子游戏。玩家在游戏中操控光之旅团的一名成员以解救世界而与腐败的势力战斗。本作于2023年2月在PlayStation VR2、Meta Quest 2和Microsoft Windows上发行抢先体验版。

## 游戏玩法
《光之旅團》是一款第一人称Roguelike游戏，玩家将扮演一位每次死亡后会重生的角色。玩家可以使用二战武器对抗敌军以完成关卡，也能通过祈祷打开门并与物体互动。游戏中的移动是通过传送抵达的（在游戏中被描述为冲刺）。在每次游戏开始时，玩家可以在六种不同职业之间选择，每个职业都有不同的法术和武器，如侦察兵、手枪手、步枪手、突击兵、民兵和狙击手。玩家可以施放法术，每种法术具有不同的效果，比如在玩家面前创建护盾或对对手造成毒攻击。当玩家的生命值降至零时，在游戏结束前他们有两次机会夺回自己的身体。

## 开发
本作的灵感来自于《黑暗之魂》及其玩家探索的废墟世界。为了降低图形性能的要求和能够在Meta Quest 2上运行而选择一种更简化的艺术风格。其中一位联合创始人评论为Meta的硬件设计《光之旅團》时表示“这是一个奇怪的时间线，VR的质量提升，然后当每个人都放弃高端设备转向Quest时又下降了。另一方面，Quest的用户基数庞大，这使我们能够构建出《光之旅團》规模的作品。如果没有庞大的受众，我们可能做不到如此的成绩。”

## 评价
本作在评论聚合网站Metacritic获得的评价是“普遍好评”《NME》表示喜欢游戏中的职业系统，称其迫使玩家“对发展方向做出艰难的选择”。Road to VR表示喜欢射击玩法，但认为本作缺点是缺乏近战。